# Cultura de Noque
Cultura de Noque (Nok) é uma cultura que se desenvolveu na região onde hoje se encontra a Nigéria aproximadamente entre 1 500 a.C. e 300 d.C.
O estilo artístico noque é uma prova importante das tradições culturais pré-coloniais da África Ocidental e também dos antecedentes de uma habilidade posterior: as cabeças humanas de latão e terracota realizadas em Ifé e Benim muitos séculos depois.

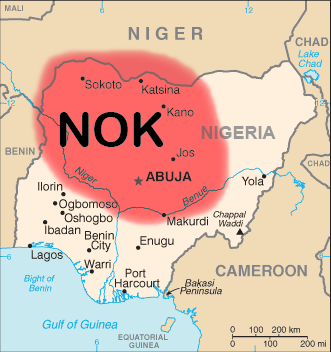
Difusão da cultura Noque na África

Os noques eram um povo nômade de caçadores e guerreiros que se estabeleceram no século XV a.C. na bacia do Níger, hoje Nigéria. Sua civilização floresceu até o século II d.C. Alguns estudiosos pensam que eles começaram a prática da siderurgia na segunda metade do primeiro milénio a.C., o primeiro em toda África subsariana. Não está claro como essa civilização chegou ao fim: muito poucos artefatos e nenhum registro escrito sobre eles. Os principais trabalhos das esculturas noques, que chegaram até nós são de terracota, em particular uma cabeça muito estilizada provavelmente representam seus DEI com base nestes resultados, a civilização Noque é chamada cultura das estatuetas de Noque.

## Origem
Noque é o nome de uma pequena aldeia de mineração no centro da Nigéria, onde em 1928 as primeiras evidências dessa cultura foram encontradas. Como não há prova escrita recebida, o nome original dessa civilização permanece desconhecida.

## Artefatos históricos
Embora os eventos históricos que acompanharam a cultura Noque são completamente desconhecidos, a pouca evidência que nos resta são de considerável importância para a história da África. As provas de sua produção de artefatos de cerâmica e ferro são uma fonte de acalorado debate entre os estudiosos.

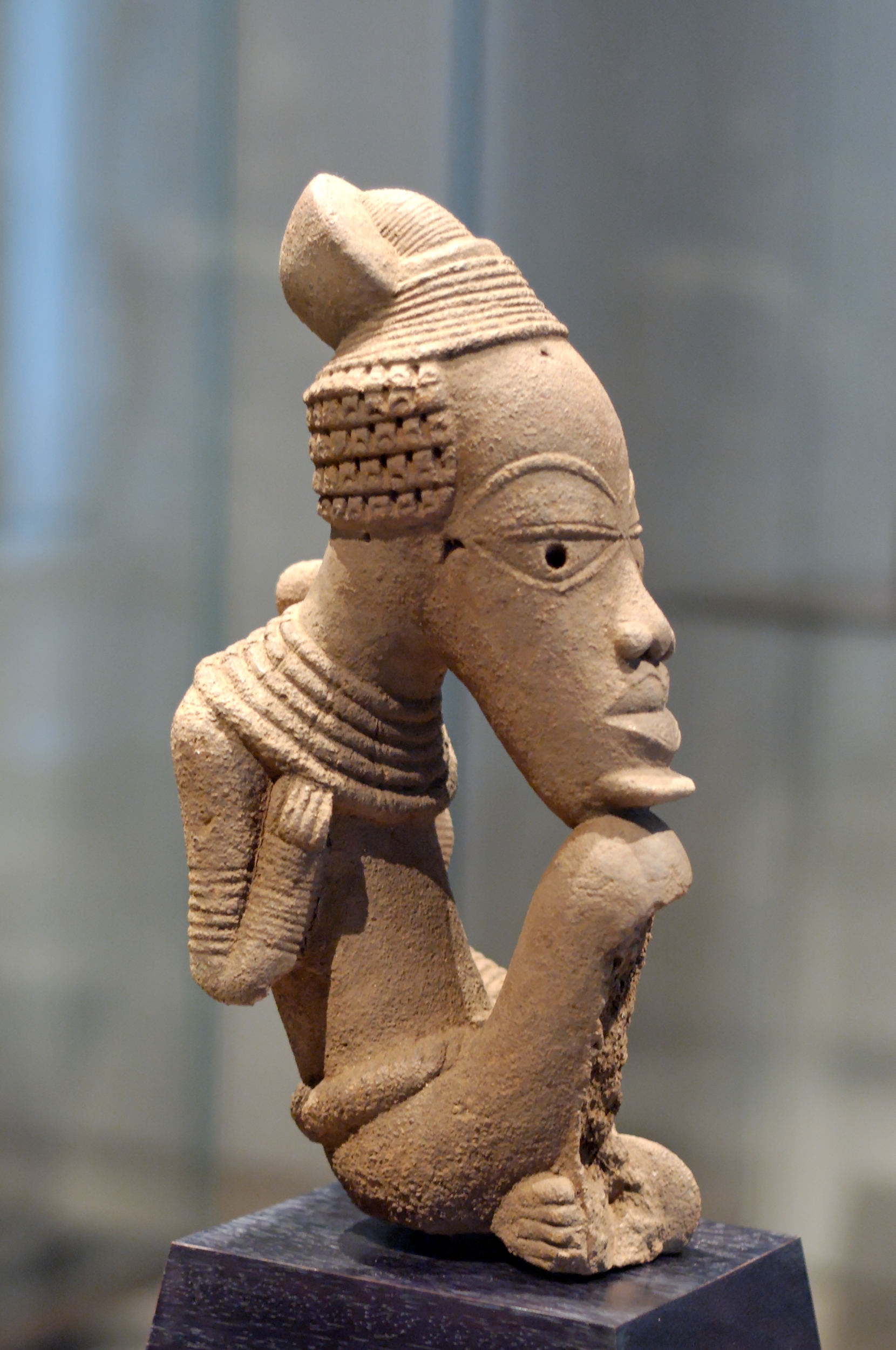
Figura em terracota (século VI a.C.)

### Terracota

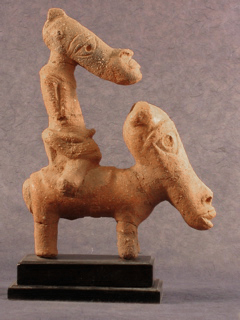
Terracota retratando cavalo e cavaleiro

O testemunho da cultura mais importante e caracterizante de esculturas noques encontrados são relativamente numerosos. A área da descoberta dessas esculturas é uma porção relativamente grande do noroeste da Nigéria, no entanto, quase certamente esta propagação não representa a verdadeira extensão da área ocupada pelo povo noque, que pode ser inferior. Na verdade, as esculturas noques foram reutilizadas após o desaparecimento de seus criadores, até recentemente, pelo povo da região, como um objeto de culto em santuários; é provável que as mais recentes artes plásticas, do Reino de Benim e Ifé tenha sido influenciada. As esculturas em questão, taças são decoradas com padrões geométricos e simples figuras representando vários assuntos, em particular, os chefes de tamanho natural, cujo propósito original é desconhecido, talvez votivo ou vinculados ao culto dos mortos. A maioria das taças e estatuetas foram encontradas incompletas ou reduzidas a fragmentos.

### Da fabricação de ferro
A descoberta do que parece ser fornos para derreter ferro, em dois antigos sítios noques, tem alimentado muito debate na comunidade científica sobre as verdadeiras origens da indústria siderúrgica africana. A cronologia exata da adoção de ferro é crucial na história africana, em relação à expansão dos bantos. Parece que os noques começaram a derreter ferro no contexto do seu negócio de cozinhar a argila em torno de 500 a.C., apesar de mais provas concretas desta atividade siderúrgica de cerca de 350 a.C. aproximadamente.
Existem duas principais escolas de pensamento sobre a forma como esta técnica teve origem na África: o difusionista e um autóctone, tanto que se originou no início dos anos 50, logo após a descoberta de fornos antigos na bacia do Níger.